# Franklin (Connecticut)
Franklin ist eine Town im New London County des US-Bundesstaates Connecticut. Die Gemeinde ist nach Benjamin Franklin benannt.

## Geographie

### Geographische Lage
Franklin liegt im Norden des New London Countys im Osten des Bundesstaats Connecticut.

### Nachbargemeinden
| Lebanon | Windham (Windham County)                    | Scotland (Windham County) |
| Lebanon | Kompassrose, die auf Nachbargemeinden zeigt | Sprague                   |
| Bozrah  | Bozrah                                      | Norwich                   |

## Einwohnerentwicklung
| Jahr      | 1820 | 1850 | 1860 | 1870 | 1880 | 1890 | 1900 | 1910 | 1920 |
| --------- | ---- | ---- | ---- | ---- | ---- | ---- | ---- | ---- | ---- |
| Einwohner | 1161 | 895  | 2358 | 731  | 686  | 585  | 546  | 527  | 552  |
|           |      |      |      |      |      |      |      |      |      |
| Jahr      | 1930 | 1940 | 1950 | 1960 | 1970 | 1980 | 1990 | 2000 | 2010 |
| Einwohner | 611  | 667  | 727  | 974  | 1356 | 1592 | 1810 | 1835 | 1922 |

## Kultur und Sehenswürdigkeiten
- Ashbel-Woodward-Haus, historisches Gebäude aus dem Jahr 1835

## Persönlichkeiten

### Söhne und Töchter der Gemeinde
- Lafayette S. Foster (1806–1880), Politiker
- Orsamus H. Marshall (1813–1884), Dozent und Historiker
- Uriah Tracy (1755–1807), Politiker, Teil des Repräsentantenhauses und Senats